# 2018/2022 FIFAワールドカップ開催地決定投票
2018/2022 FIFAワールドカップ開催地決定投票（2018/2022 FIFAワールドカップかいさいちけっていとうひょう）は、国際サッカー連盟(FIFA)のFIFA理事会(現FIFA評議会)での2018年と2022年のFIFAワールドカップの開催地の選出の経緯を示したもの。
この開催地の選出は2009年3月に始まり、13か国・11の地域が立候補し、2010年12月2日に2018年大会はロシア、2022年大会はカタールで開催されることに決定した。

## 背景

### 大陸持ち回り制の撤廃、2大会同時開催地決定
当時FIFA会長のブラッターは1998年のFIFA会長選挙で当時UEFA会長だったヨハンソンに競り勝って当選を果たした。勝敗を決めたのは、アフリカにおけるワールドカップ開催の見返りのアフリカ票だった。2006年のワールドカップの欧州開催が決まった後、ブラッターはアフリカでワールドカップを開催するために、「ワールドカップ持ち回りシステム（ローテーションシステム）」(以下大陸持ち回り制)を提案、FIFA理事会(現FIFA評議会)にかけてFIFAの正式な方針とした。
そのため、2010年大会は2つのワールドカップ未開催大陸連盟の内の1つであるアフリカで、そして2014年大会は1978年アルゼンチン大会以来開催のない南米で行うことが決まった。しかし、2014年大会において、開催国に正式立候補する国がブラジルしか現れず、実質的に無風のまま開催国が決まってしまったため、2007年10月29日のFIFA理事会(現FIFA評議会)において、表向きには、より多くの国を立候補による招致競争を通じて質の高い大会を実現させるという理由で大陸持ち回り制度を廃し、直近2大会を開催した大陸以外の全地域からの立候補を認めることが決定された。
なお、ブラッターは「持ち回りシステムの採用は、これまで開催がなかったアフリカ、そして1978年大会以来30年以上も開催していない南米にもっていくための方便だった」と説明しており、大陸持ち回り制破棄は当初からの既定路線だった可能性も高い。
その後、ブラッターは2010年1月25日に、2018年大会について「候補地をヨーロッパに限定すれば、FIFA理事会(現FIFA評議会)の業務を簡単にするかもしれない」という趣旨の発言を行ったが、1月29日の記者会見で、「欧州でワールドカップを開催すべきだとする動きがある」とした上で「わたしは可能性を言っただけ。FIFA理事会(現FIFA評議会)が立候補の応募資格を変更すると決めたわけではない」と1月25日の自身の発言を事実上撤回した。
また、従来は1大会ずつ選んでいた開催国を、2018年大会と2022年大会の2大会の開催国を同時に選考・決定する方式に変更し、より多くの国に立候補させることを狙った。

### ローテーションの方針

FIFAに加盟している連合

2006年のFIFAワールドカップの開催地を選んだのに続いて、FIFAは、次以降の開催地を決定するために方針を決めていた。
それらのメンバーの中から具体的に入札を行う順番において対応している、6つの連合はローテーション制になっているが、このシステムは2010年のFIFAワールドカップと2014年のFIFAワールドカップの開催地選定のためにだけに採用された。
2007年9月に、ローテーションシステムは再検討され、新しいローテーションシステムは提案された。
しかし、最後の2つ前に行われたワールドカップの開催地となった所属連合だけは立候補できなくなった。この提案はFIFAの実行委員会で、2007年10月29日に採用された。
この方針の下では、アフリカと南アメリカが立候補できないため、2018年の開催地はCONCACAF、AFC、UEFAまたはOFCから立候補されることになった。それとともに、CONMEBOLのメンバーも2022年の開催地に立候補をせず、2018年の開催地の立候補は2022年の選択手続には関係ない。
2018年開催地の選考について、2010年10月15日に最後の非ヨーロッパの立候補国であるアメリカが2018年の大会の立候補を見送ることにした。これにより、2018年大会がヨーロッパで開催されることが確定し、2014年に開催をしたブラジルと共にヨーロッパが2022年大会の立候補権を失った。

## スケジュール
| 日付          | 過程                                               |
| ------------- | -------------------------------------------------- |
| 2009年1月15日 | 立候補受け付け開始                                 |
| 2009年2月2日  | 立候補受け付けの締め切り日                         |
| 2009年3月16日 | 立候補受付の最終期限                               |
| 2010年5月14日 | 詳細な立候補書類の提出の締め切り日                 |
| 2010年7月19日 | 4日間にわたるそれぞれの立候補国の審査開始          |
| 2010年9月17日 | 審査終了                                           |
| 2010年12月2日 | FIFAが2018年と2022年のワールドカップの開催地を決定 |

## 立候補地決定
| オランダ・ベルギー      |                |                  |                  |                        |                        |                                |
| イングランド            |                |                  |                  |                        |                        |                                |
| ロシア                  |                |                  |                  |                        |                        |                                |
| スペイン・ポルトガル    |                |                  |                  |                        |                        |                                |
| 2022年の 立候補国       | オーストラリア |                  |                  |                        |                        |                                |
| 2022年の 立候補国       | 日本           |                  |                  |                        |                        |                                |
| 2022年の 立候補国       | カタール       |                  |                  |                        |                        |                                |
| 2022年の 立候補国       | 韓国           |                  |                  |                        |                        |                                |
| 2022年の 立候補国       | アメリカ合衆国 |                  |                  |                        |                        |                                |
| 立候補の 撤回・取り消し | インドネシア   |                  |                  |                        |                        |                                |
| 立候補の 撤回・取り消し | メキシコ       | 2018年の立候補国 | 2022年の立候補国 | 立候補の撤回・取り消し | 2018年大会立候補不可能 | 2018年・2022年大会立候補不可能 |

2007年10月のFIFA理事会(現FIFA評議会)での決定を受け、2009年2月2日の立候補期限までに正式に開催国に立候補したのは、以下の11地域・13カ国となった。なお、2022年大会のみに立候補した韓国とカタール及びインドネシア以外は2018年、2022年両大会への同時立候補である。選考を経て、2010年12月2日のFIFA理事会で2大会の開催国が正式決定される。なお、両大会では南米からの立候補が禁止されている。アフリカからの立候補は2022年大会に限って可能だったが、実際に立候補をする国は現れなかった。
なおメキシコはその後「資金の目処が立たない」として、同年9月に立候補取り下げを表明している。
また、FIFAはインドネシアを2010年3月19日に候補国から除外した。インドネシアがFIFAが要請していた大会開催に伴う政府の保証を招請の申請書類の中に盛り込まなかった為の措置。インドネシアは当初、2018年大会の誘致にも意欲を見せたが、その後、2022年大会の招請に絞り込んでいた。本大会開催には試合会場のスタジアム新設、改修などで数十億ドル単位の資金が必要で、政府による財源保証が誘致の必要条件である。
その後、2010年5月11日に日本が、同年6月10日にオーストラリアが、同年10月15日にアメリカ合衆国が、2022年大会の招致に絞ることを決定した。これらによって2018年大会はヨーロッパでの開催に決定し、2022年大会はヨーロッパの国が立候補できなくなった。
ヨーロッパ
- イングランド
- ロシア
- オランダ・ ベルギー（共催）
- スペイン・ ポルトガル（共催）

アジア
- オーストラリア（2022年大会のみに立候補）
- 日本（2022年大会のみに立候補）
- 韓国（2022年大会のみに立候補）
- インドネシア（2022年大会のみに立候補も、FIFAにより却下）
- カタール（2022年大会のみに立候補）

北中米カリブ海
- アメリカ合衆国（2022年大会のみに立候補）
- メキシコ（立候補辞退）

### 招致条件
FIFAは大会の招致に当たって、多くの開催条件を求めている。その中、ベニュー（練習・試合会場）に関係する主要施設の主な条件を抜粋すると以下のとおりである。
- 開催都市

試合日は観客（ファンフェスト参加者を含む）や関係者など対し公共交通機関の無料輸送を実施、バスや列車は試合開始後4時間まで運行継続、開催都市で2ヶ所の「フェンフェスト」開催予定地の提供
- スタジアム

12-18個所、収容人員は4万人以上（ただし、準決勝開催会場は6万人、開幕戦と決勝戦の開催会場は8万人）、2台以上の大型映像装置
- トレーニングサイト

観客席500席以上、非公開トレーニング可能、報道会見室100席以上
- チームベースキャンプ

64個所、トレーニングサイトからバスで20分以内、70室以上のベッドルーム（チーム専用フロア）、40名収容のチーム専用会議室、70名以上収容できるチーム食事会場

### 招致活動
- ロシア
- 日本
- カタール
- アメリカ合衆国
- イングランド
- インドネシア
- オーストラリア
- オランダ・ベルギー共催
- 韓国
- スペイン・ポルトガル共催

## 選考

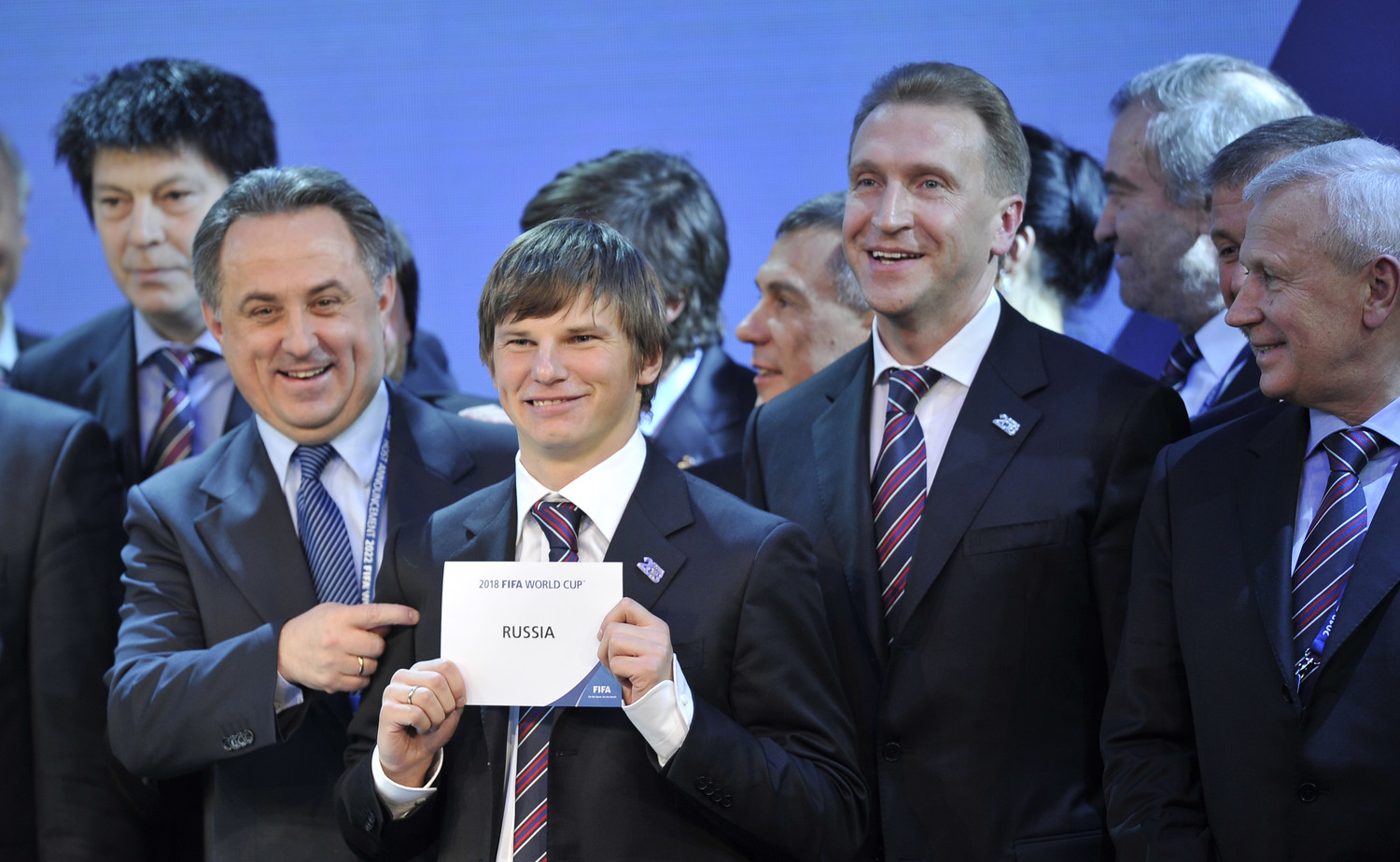
ロシアの2018年のワールドカップを祝福している模様

2010年12月2日に、チューリヒのFIFAの本部でのFIFA理事会(現FIFA評議会)で、2018年のワールドカップの開催地にロシアが、2022年のワールドカップの開催地にカタールが選ばれた。東ヨーロッパでワールドカップを開催するのは2018年のロシアが初めてとなり、また、カタールが選ばれたの今回が初めて。。
ブラッターは、FIFA理事会(現FIFA評議会)が、「新しい地域に行く」と決定したことは「フットボールを発展させたい」という願いを反映したと発言した。

### 投票者
| FIFA会長 - ゼップ・ブラッター 専務理事 - フリオ・グロンドーナ 副会長 - イッサ・ハヤトウ - チョン・モンジュン - ジャック・ウォーナー - Ángel María Villar - ミシェル・プラティニ - ジェフ・トンプソン | 理事 - ミッシェル・ドーヘ - リカルド・テーシェーラ - モハメド・ビン・ハマム - Şenes Erzik - Chuck Blazer - ウォラウィ・マクディ - Nicolás Leoz - 小倉純二 - Marios Lefkaritis - Jacques Anouma | - フランツ・ベッケンバウアー - Rafael Salguero - Hany Abo Rida - ヴィタリー・ムトコ |

投票することができなかった者
- Reynald Temarii
- Amos Adamu[16]

### 投票ラウンド
国際サッカー連盟理事は1人1票の投票権を持っていたが、英国紙のおとり取材による買収疑惑発覚で職務停止処分を受けた2理事を除外し、投票者は22名。
過半数の12票を超えた場合、その時点で決定。決定しなかった場合、最も票数の少なかった国を除いて再投票。
最終的に同票になった場合はFIFA会長ゼップ・ブラッターの1票により最終決定することになっていた。
カタールの勝利が発表された直後に、票の買収が明らかになり、多くの意見が相次いだ。
実際の投票総数は次の通り。
| 国                   | 票数 | 票数 |
| 国                   | 1    | 2    |
| -------------------- | ---- | ---- |
| ロシア               | 9    | 13   |
| スペイン/ ポルトガル | 7    | 7    |
| オランダ/ ベルギー   | 4    | 2    |
| イングランド         | 2    | –    |
| 全体票数             | 22   | 22   |

| 国             | 票数 | 票数 | 票数 | 票数 |
| 国             | 1    | 2    | 3    | 4    |
| -------------- | ---- | ---- | ---- | ---- |
| カタール       | 11   | 10   | 11   | 14   |
| アメリカ合衆国 | 3    | 5    | 6    | 8    |
| 韓国           | 4    | 5    | 5    | –    |
| 日本           | 3    | 2    | –    | –    |
| オーストラリア | 1    | –    | –    | –    |
| 全体票数       | 22   | 22   | 22   | 22   |